# Linea Akō
La  Linea Akō (赤穂線?, Akō sen) è linea a scartamento ridotto a binario semplice gestita dalla JR West situata fra Himeji e Okayama e offre un percorso alternativo allo stesso tratto della linea principale Sanyō. La ferrovia si origina alla stazione di Aioi e termina a Higashi-Okayama. Solo un treno percorre tutta la lunghezza della linea, mentre sono molti i treni provenienti da Himeji e oltre che la percorrono. La sezione da Aioi ad Akō fa parte del corridoio dei trasporti del Keihanshin.

## Stazioni
I treni locali fermano in tutte le stazioni
| Stazione               | Giapponese | Distanza | Collegamenti                                                                                           | Posizione | Posizione  |
| Stazione               | Giapponese | Distanza | Collegamenti                                                                                           | Città     | Prefettura |
| ---------------------- | ---------- | --- | --- | --------- | ---------- |
| Linea principale Sanyō |            | | |           |            |
| Himeji                 | 姫路       | | Sanyō Shinkansen Linea JR Kōbe Linea Bantan Linea Kishin Linea Sanyō Himeji (stazione di Sanyō-Himeji) | Himeji    | Hyōgo      |
| Agaho                  | 英賀保     | | | Himeji    | Hyōgo      |
| Harima-Katsuhara       | はりま勝原 | | | Himeji    | Hyōgo      |
| Aboshi                 | 網干       | | | Himeji    | Hyōgo      |
| Tatsuno                | 竜野       | | Tatsuno                                                                                                |           | Hyōgo      |
| Linea Akō              |            | | |           |            |
| Aioi                   | 相生       | 0.0 | Sanyō Shinkansen, Linea principale Sanyō                                                               | Aioi      | Hyōgo      |
| Nishi-Aioi             | 西相生     | 3.0 | | Aioi      | Hyōgo      |
| Sakoshi                | 坂越       | 7.8 | | Akō       | Hyōgo      |
| Banshū-Akō             | 播州赤穂   | 10.5 | | Akō       | Hyōgo      |
| Tenwa                  | 天和       | 14.5 | | Akō       | Hyōgo      |
| Bizen-Fukukawa         | 備前福河   | 16.4 | | Akō       | Hyōgo      |
| Sōgo                   | 寒河       | 19.6 | | Bizen     | Okayama    |
| Hinase                 | 日生       | 22.1 | | Bizen     | Okayama    |
| Iri                    | 伊里       | 27.7 | | Bizen     | Okayama    |
| Bizen-Katakami         | 備前片上   | 31.0 | | Bizen     | Okayama    |
| Nishi-Katakami         | 西片上     | 32.3 | | Bizen     | Okayama    |
| Inbe                   | 伊部       | 34.5 | | Bizen     | Okayama    |
| Kagato                 | 香登       | 38.5 | | Bizen     | Okayama    |
| Osafune                | 長船       | 42.3 | | Setouchi  | Okayama    |
| Oku                    | 邑久       | 45.9 | | Setouchi  | Okayama    |
| Odomi                  | 大富       | 48.0 | | Setouchi  | Okayama    |
| Saidaiji               | 西大寺     | 51.2 | | Okayama   | Okayama    |
| Ōdara                  | 大多羅     | 54.1 | | Okayama   | Okayama    |
| Higashi-Okayama        | 東岡山     | 57.4 | | Okayama   | Okayama    |
| Sanyō Main Line        |            | | |           |            |
| Takashima              | 高島       | | | Okayama   | Okayama    |
| Nishigawara            | 西川原     | | | Okayama   | Okayama    |
| Okayama                | 岡山       | Sanyō Shinkansen Linea principale Sanyō Linea Tsuyama Linea Seto Ōhashi (Linea Uno) Linea Kibi Tram di Okayama | | Okayama   | Okayama    |